# Gyrophaena subnitens
Gyrophaena subnitens är en skalbaggsart som beskrevs av Thomas Casey 1906. Gyrophaena subnitens ingår i släktet Gyrophaena och familjen kortvingar. Inga underarter finns listade i Catalogue of Life.